# Sarisa neoselena
Sarisa neoselena là một loài bướm đêm trong họ Geometridae.